# Карначівка (зупинний пункт)
Карначі́вка — пасажирський залізничний зупинний пункт Тернопільської дирекції Львівської залізниці.
Розташований у селі Карначівка, Лановецький район Тернопільської області на лінії Тернопіль — Ланівці між станціями Збараж (18 км) та Ланівці (21 км).
Станом на травень 2019 року щодня дві пари дизель-потягів прямують за напрямком Ланівці — Тернопіль-Пасажирський.